# República das Letras (periódico)
A Republica das Letras : periódico mensal de literatura  teve uma publicação curta, entre abril e julho de 1875, com sede  no Porto. O seu diretor foi João Penha embora fosse administrado por Alfredo Campos. Como indica o subtítulo, trata-se de uma composição literária, ora prosa ora verso, que reúne as várias correntes literárias que então coexistiam: o romantismo, o parnasianismo, o realismo e o realismo-naturalismo. É então natural que se encontrem colaboradores  de estilos diferentes, o que acaba por enriquecer esta publicação, entre os quais se destaca: Camilo Castelo Branco, Luciano Cordeiro, Augusto Sarmento, Jerónimo de Oliveira, Gonçalves Crespo, Tomás Ribeiro, Guilherme de Azevedo, Cândido de Figueiredo, Cunha Vianna, Sousa Viterbo, Alberto Telles e Severino de Azevedo.